# Грб Међимурске жупаније
Грб Међимурске жупаније је званични грб хрватске територијалне јединице, Међимурска жупанија. 
Грб је у садашњем облику усвојен је 1994. године.

## Опис грба
Грб Међимурске жупаније је облика полукружног штита у доњем делу и квадратни у горњем делу. Подељен је једном хоризонталном и једном вертикалном поделом на три дела. Горњи леви део је црвене боје, а горњи десни део беле боје. Доњи део грба у којем се налази жута шестерокрака звезда, је плаве боје.
Грб Међимурске жупаније је усвојен 1994. године, али је његова употреба одложена до 1996. када је усвојен и нови дизајн заставе.